# Хайдрих, Рихард
Рихард Хайдрих (нем. Richard Heidrich; 28 июля 1896 — 22 декабря 1947) — немецкий офицер, участник Первой и Второй мировых войн, генерал парашютных войск, кавалер Рыцарского креста с Дубовыми листьями и Мечами.

## Первая мировая война
18 августа 1914 года добровольцем вступил в армию, в пехотный полк. С мая 1915 года — унтер-офицер, с августа 1915 года — лейтенант. Командовал пехотной ротой. Награждён Железными крестами обеих степеней.

## Между мировыми войнами
Продолжил службу в рейхсвере. С января 1936 года — майор, с октября 1937 года — в воздушно-десантных войсках. К началу Второй мировой войны — начальник штаба 7-й воздушно-десантной дивизии, подполковник.

## Вторая мировая война
С июня 1940 года — командир 3-го парашютного полка, полковник. В мае 1941 года участвовал в десанте на остров Крит, награждён Рыцарским крестом.
С декабря 1941 года — на Восточном фронте. Бои под Ленинградом (как пехота). В апреле 1942 года награждён Немецким крестом в золоте.
С августа 1942 года — командир 7-й воздушно-десантной дивизии (с мая 1943 года переименована в 1-ю парашютную дивизию), генерал-майор. С июля 1943 года — генерал-лейтенант. Бои на острове Сицилия против высадившихся американо-британских войск.
За бои в Италии генерал-лейтенант Хайдрих в феврале 1944 года награждён Дубовыми листьями к Рыцарскому кресту, а в марте 1944 года — Мечами (№ 55) к Рыцарскому кресту с Дубовыми листьями.
С ноября 1944 года — командир 1-го парашютного корпуса, произведён в звание генерал парашютных войск.
В январе 1945 года тяжело ранен, 3 мая 1945 года взят в госпитале в британский плен. Скончался от последствий ранения.

## Награды
- Железный крест (1914) 2-го и 1-го класса (Королевство Пруссия)
- Орден Заслуг рыцарский крест 2-го класса с мечами (Королевство Саксония)
- Орден Альбрехта рыцарский крест 2-го класса (Королевство Саксония)
- Нагрудный знак «За ранение» (1918) чёрный (Германская империя)
- Почётный крест Первой мировой войны 1914/1918 с мечами (1934)
- Пряжка к Железному кресту (1939) 2-го класса (25 мая 1941)
- Пряжка к Железному кресту (1939) 1-го класса (25 мая 1941)
- Немецкий крест в золоте (31 марта 1942)
- Рыцарский крест Железного креста с дубовыми листьями и мечами
  - рыцарский крест (14 июня 1941)
  - дубовые листья (№ 382) (5 февраля 1944)
  - мечи (№ 55) (25 марта 1944)
- Манжетная лента «Крит»